# KFC Herentals
KFC Herentals (pełna nazwa Koninklijke Football Club Herentals) – belgijski klub piłkarski z siedzibą w mieście Herentals, działający w latach 1917–1999, grający niegdyś w drugiej lidze belgijskiej.

## Historia
Klub został założony w 1917 roku jako Herentalschen Sport Kring. W 1941 roku doszło do fuzji z Netha Football Club Herenthals, w wyniku której utworzono Football Club Herentals. W 1951 roku do nazwy klubu dopisano słowo Koninklijke i zmieniono nazwę na Koninklijke Football Club Herentals. W 1999 roku klub został rozwiązany. W swojej historii klub spędził 21 sezonów na poziomie drugiej ligi, w której grał w latach 1941–1952, 1955-1956, 1961–1969 i 1998-1999 oraz 36 sezonów na poziomie trzeciej ligi.

## Stadion
Domowe mecze klub rozgrywał na stadionie o nazwie Stade Sint-Janneke, położonym w mieście Herentals. Stadion mógł pomieścić 4000 widzów.

## Reprezentanci kraju grający w klubie
Stan na listopad 2021
| - Guillaume Raskin - Bruno Versavel - Andrej Kvašňák | - Yves Essende-Liombi - Goran Miljanović - Igor Janczewski |